# Supercopa de España 2023
La Supercopa de España 2023 è stata la trentanovesima edizione della Supercoppa di Spagna e si è svolta tra l'11 e il 15 gennaio 2023 in Arabia Saudita, allo stadio internazionale Re Fahd di Riad.
Il torneo è stato vinto dal Barcellona, al quattordicesimo successo nella manifestazione, ampliando il record del maggior numero di successi nella competizione, dopo aver battuto per 3-1 il Real Madrid.

## Formato
Si tratta della quarta edizione con il nuovo formato, che prevede quattro partecipanti: la vincitrice della Coppa del Re 2021-2022 e della Primera División 2021-2022, la finalista della coppa nazionale e la squadra classificatasi seconda in campionato. In caso di coincidenze, accede alla Supercoppa la squadra meglio posizionata in Liga che non è finalista della Coppa del Re. Le squadre si affrontano in semifinale e finale a gara unica, per un totale di tre partite. Il nuovo formato prevede che la squadra campione della Coppa del Re affronti la squadra seconda classificata in campionato, e che la squadra campione di Spagna affronti la finalista della Coppa del Re.

## Squadre partecipanti
|  | Real Betis  |  | Vincitore della Coppa del Re 2021-2022                |
|  | Real Madrid |  | Vincitore della Primera División 2021-2022            |
|  | Valencia    |  | Finalista della Coppa del Re 2021-2022                |
|  | Barcellona  |  | Secondo classificato della Primera División 2021-2022 |

## Risultati

### Tabellone
|  | Semifinali        | Semifinali        | Semifinali |            |             | Finale      | Finale | Finale |  |
|  |                   |                   |            |            |             |             |        |        |  |
|  | Real Madrid (dtr) | Real Madrid (dtr) | 1 (4)      |            |             |             |        |        |  |
|  | Real Madrid (dtr) | Real Madrid (dtr) | 1 (4)      |            |             |             |        |        |  |
|  | Valencia          | Valencia          | 1 (3)      |            |             |             |        |        |  |
|  | Valencia          | Valencia          | 1 (3)      |            | Real Madrid | Real Madrid | 1      |        |  |
|  |                   |                   |            |            | Real Madrid | Real Madrid | 1      |        |  |
|  |                   |                   | Barcellona | Barcellona | 3           |             |        |        |  |
|  | Real Betis        | Real Betis        | Barcellona | Barcellona | 3           | 2 (2)       |        |        |  |
|  | Real Betis        | Real Betis        |            |            |             |             |        |        |  |
|  | Barcellona (dtr)  | Barcellona (dtr)  | 2 (4)      |            |             |             |        |        |  |

### Semifinali
| Arbitro: | Hernández Hernández |

|                              |                      |                                     |
| Benzema 39’ (rig.)           | Marcatori            | 46’ Lino                            |
| Benzema Modrić Kroos Asensio | Tiri di rigore 4 – 3 | Cavani Cömert Moriba Guillamón Gayà |

| Arbitro: | Cerro Grande |

|                                    |                      |                               |
| Fekir 77’ Loren 101’               | Marcatori            | 40’ Lewandowski 93’ Fati      |
| Willian José Loren Juanmi Carvalho | Tiri di rigore 2 – 4 | Lewandowski Kessié Fati Pedri |

### Finale
| Arbitro: | De Burgos Bengoetxea |

|               |           |                                    |
| Benzema 90+3’ | Marcatori | 33’ Gavi 45’ Lewandowski 69’ Pedri |

| Real Madrid | Barcellona |

| P               | 1  | Thibaut Courtois  |     |     |
| D               | 2  | Daniel Carvajal   |     | 72’ |
| D               | 3  | Éder Militão      |     |     |
| D               | 22 | Antonio Rüdiger   |     |     |
| D               | 23 | Ferland Mendy     | 32’ |     |
| C               | 8  | Toni Kroos        |     | 72’ |
| C               | 10 | Luka Modrić       |     | 65’ |
| C               | 12 | Eduardo Camavinga |     | 46’ |
| A               | 15 | Federico Valverde | 82’ |     |
| A               | 9  | Karim Benzema     |     |     |
| A               | 20 | Vinícius Júnior   |     |     |
| A disposizione: |    |                   |     |     |
| P               | 13 | Andrij Lunin      |     |     |
| P               | 26 | Luis López        |     |     |
| D               | 5  | Jesús Vallejo     |     |     |
| D               | 6  | Nacho             |     | 72’ |
| D               | 16 | Álvaro Odriozola  |     |     |
| C               | 19 | Dani Ceballos     |     | 65’ |
| C               | 31 | Mario Martín      |     |     |
| A               | 7  | Eden Hazard       |     |     |
| A               | 11 | Marco Asensio     |     | 72’ |
| A               | 21 | Rodrygo           |     | 46’ |
| A               | 24 | Mariano           |     |     |
| Allenatore:     |    |                   |     |     |
| Carlo Ancelotti |    |                   |     |     |

| P               | 1  | Marc-André ter Stegen |     |     |
| D               | 4  | Ronald Araújo         | 68’ | 86’ |
| D               | 23 | Jules Koundé          |     |     |
| D               | 15 | Andreas Christensen   | 49’ |     |
| D               | 28 | Alejandro Balde       |     |     |
| C               | 5  | Sergio Busquets       |     |     |
| C               | 21 | Frenkie de Jong       |     | 87’ |
| C               | 30 | Gavi                  |     | 90’ |
| A               | 7  | Ousmane Dembélé       |     | 78’ |
| A               | 9  | Robert Lewandowski    |     |     |
| A               | 8  | Pedri                 |     | 90’ |
| A disposizione: |    |                       |     |     |
| P               | 13 | Iñaki Peña            |     |     |
| P               | 36 | Arnau Tenas           |     |     |
| D               | 17 | Marcos Alonso         |     |     |
| D               | 18 | Jordi Alba            |     |     |
| D               | 24 | Eric García           |     | 86’ |
| C               | 19 | Franck Kessié         |     | 87’ |
| C               | 20 | Sergi Roberto         |     | 90’ |
| A               | 10 | Ansu Fati             |     | 90’ |
| A               | 11 | Ferrán Torres         |     |     |
| A               | 14 | Memphis Depay         |     |     |
| A               | 22 | Raphinha              |     | 78’ |
| Allenatore:     |    |                       |     |     |
| Xavi            |    |                       |     |     |